# Dorfkirche Protzen

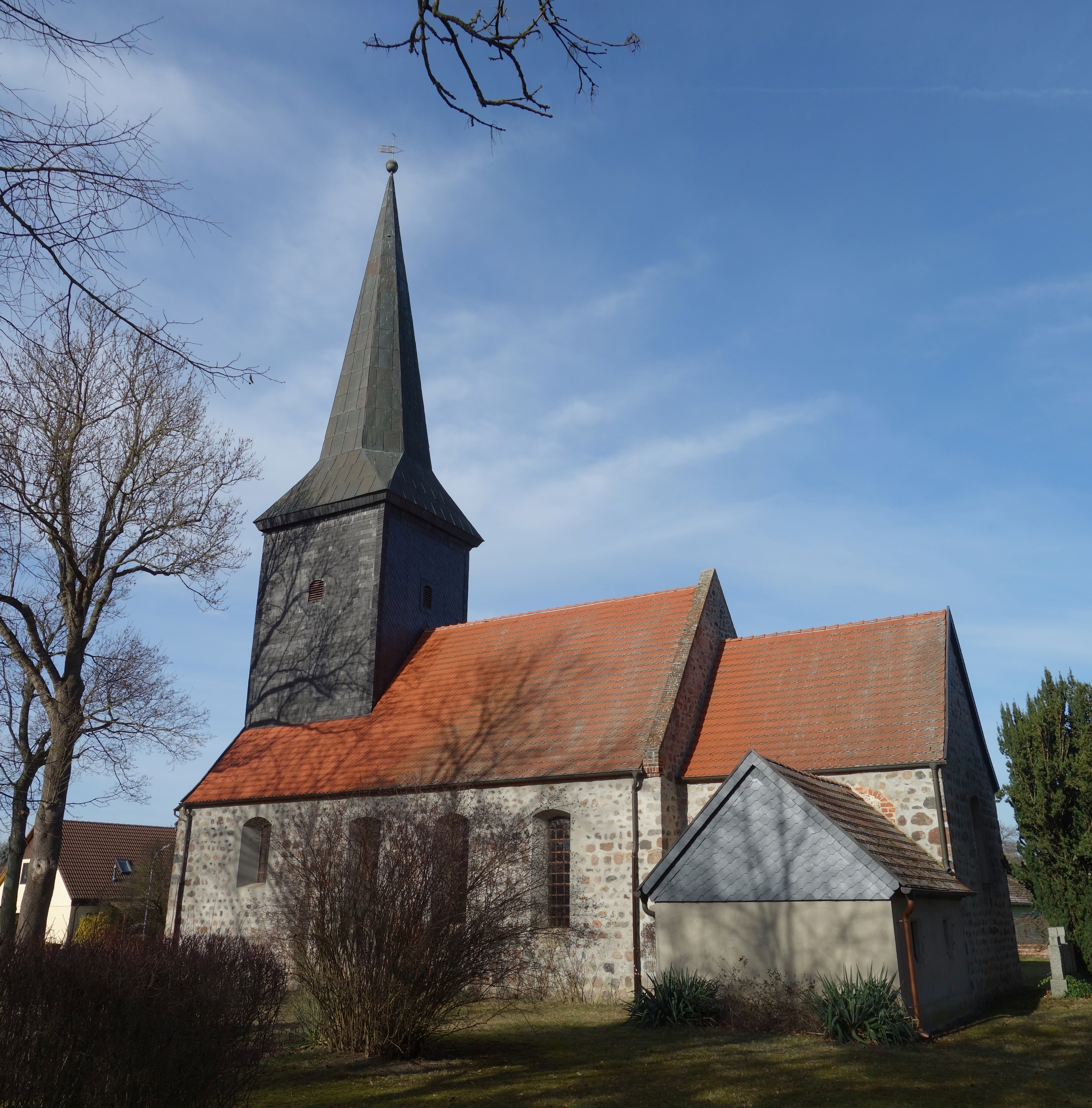
Südostansicht mit Gruftanbau

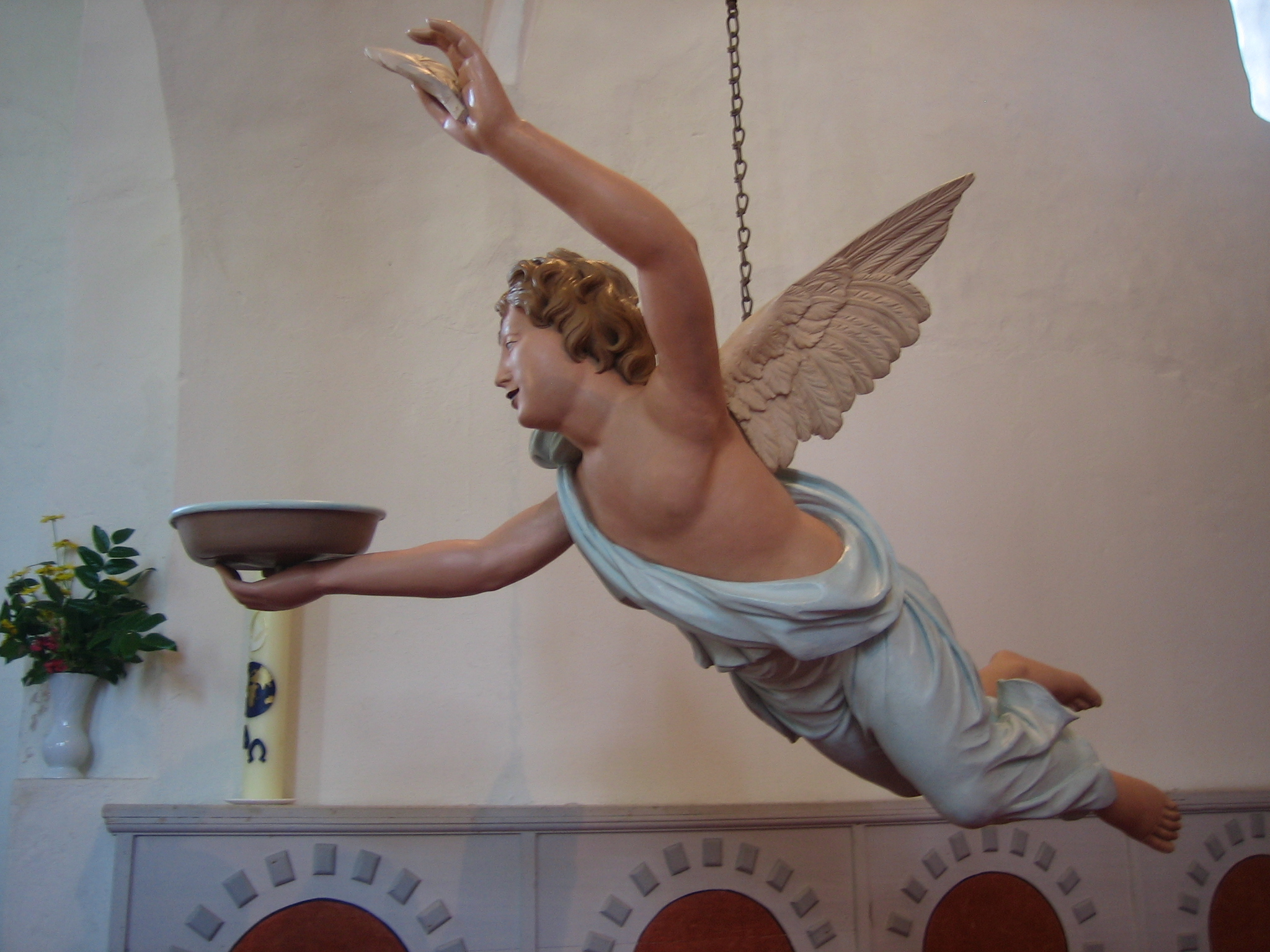
Restaurierter Engel in der Dorfkirche von Protzen vom Anfang des 17. Jahrhunderts

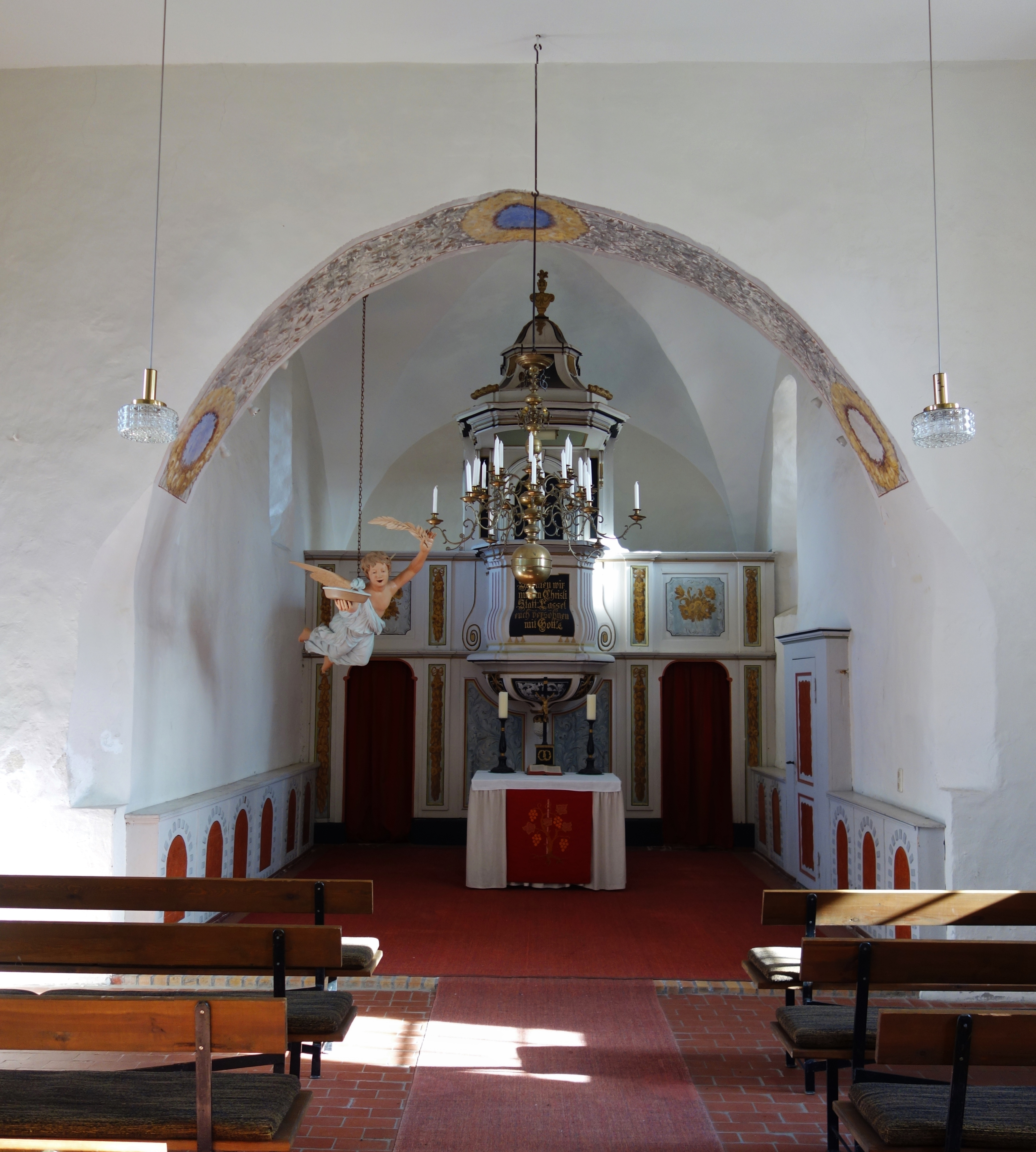
Chor mit Kanzelaltar und Taufengel

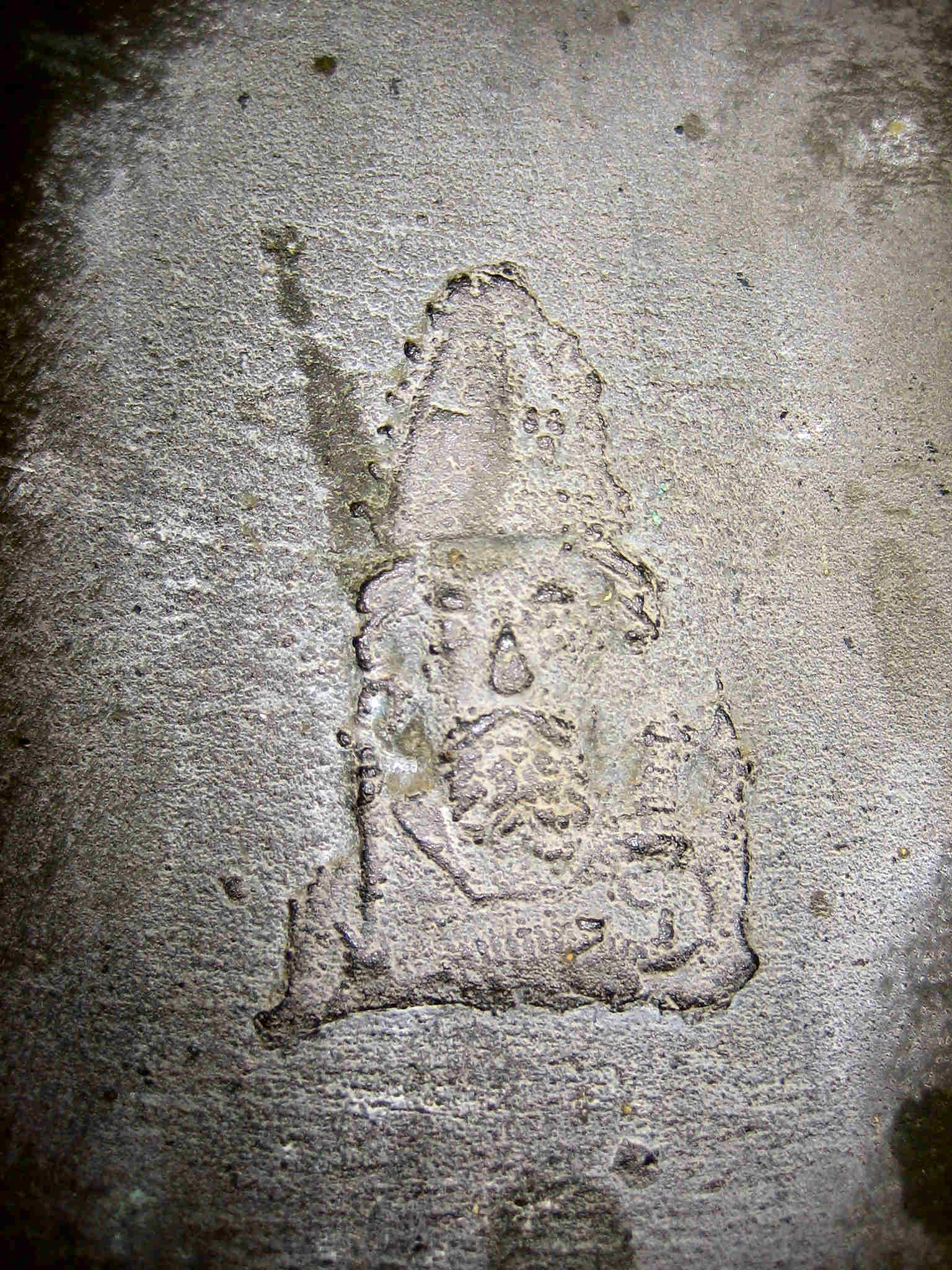
Pilgerzeichen an einer der drei Glocken in der Dorfkirche von Protzen auf dem Pilgerweg Berlin–Wilsnack

Die Dorfkirche Protzen ist ein Kirchengebäude im Ortsteil Protzen der Gemeinde Fehrbellin im Landkreis Ostprignitz-Ruppin des deutschen Bundeslandes Brandenburg.

## Architektur
Die Kirche ist ein knapp 24 m langer und 10 m breiter Saalbau aus Feldstein aus der Mitte des 13. Jahrhunderts. An der Ostseite findet sich ein eingezogener quadratischer Rechteckchor mit Kreuzgratgewölbe, auf dem Westteil des Schiffes ein quadratischer Turmaufsatz. An der Südseite befinden sich ein vermauertes rundbogiges Feldsteinportal sowie eine Priesterpforte im Chor. Die Fenster sind bis auf ein rundbogiges der Chornordseite barock vergrößert. Am südlichen Chor wurde im 17. Jahrhundert eine Gruft angebaut.
Der quadratische, verschieferte Fachwerkturm stammt aus 1682 und trägt einen hohen quadratischen Knickhelm mit achteckiger Spitze. Er wurde 1894 erneuert. Die älteste der drei bronzenen Turmglocken ist noch aus der Zeit vor der Reformation, 1476 und trägt die Inschrift »Jhesu Criste rex gloriae veni cum pace«. 1578 goss Joachim Jendrich die zweite Glocke. Die Dritte im Geläut aus dem Jahr 1682 stammt von Martin Heintze.

## Innengestaltung
Im Inneren, das von Westen her betreten wird, finden sich ein leicht spitzbogiger Triumphbogen und eine große rundbogige Öffnung zum Turm. Der älteste Abendmahlskelch der Kirche zeigt die drei Fische des Gadowschen Wappens und die Jahreszahl 1584. Der hölzerne Kanzelaltar von 1778 hat einen gebauchten Korb und Baldachinaufsatz. Er ragt aus einer Kanzelwand von Chorbreite mit seitlichen Durchgängen. Der schwebende Taufengel stammt aus dem 18. Jahrhundert. Der Kronleuchter aus Messing ist von 1904. Im Jahr 1912 wurde der Innenraum neubarock ausgemalt.

## Orgel
Die Orgel auf der Westempore wurde 1869 von Conrad Geißler in der Kirche aufgestellt, wozu er ein barockes Werk aus dem 18. Jahrhundert eines unbekannten bzw. nicht ermittelten Erbauers umbaute. Die Prospektpfeifen wurden 1917 eingezogen. 1982 baute die Eberswalder Orgelbauwerkstatt ein neues Werk mit sechs Registern und mechanischen Trakturen in das bestehende Gehäuse hinein.
Seit 1982 ist die Disposition:
| Manual Cis–c3 |            |       |
| 1.            | Gedackt    | 8′    |
| 2.            | Prinzipal  | 4′    |
| 3.            | Flöte      | 4′    |
| 4.            | Oktave     | 2′    |
| 5.            | Mixtur III | 1 ⁄3′ |

| Pedal |         |     |
| 6.    | Subbass | 16′ |

- Koppeln: I/P